# 里弗賽德 (蒙大拿州)
里弗賽德（英語：Riverside）是位於美國蒙大拿州拉瓦利縣的非建制地區。

## 歷史
里弗賽德的郵局於1889年設立，其後於1895年停運。

## 地理
里弗賽德所處的海拔為高於海平面1072米（即3517英呎），而該地所採用的時區為UTC-6，即北美山地時區（MST）。同時該地設有夏令時間，為UTC-7調快一小時，即UTC-6（MDT）。